# Nina Langen

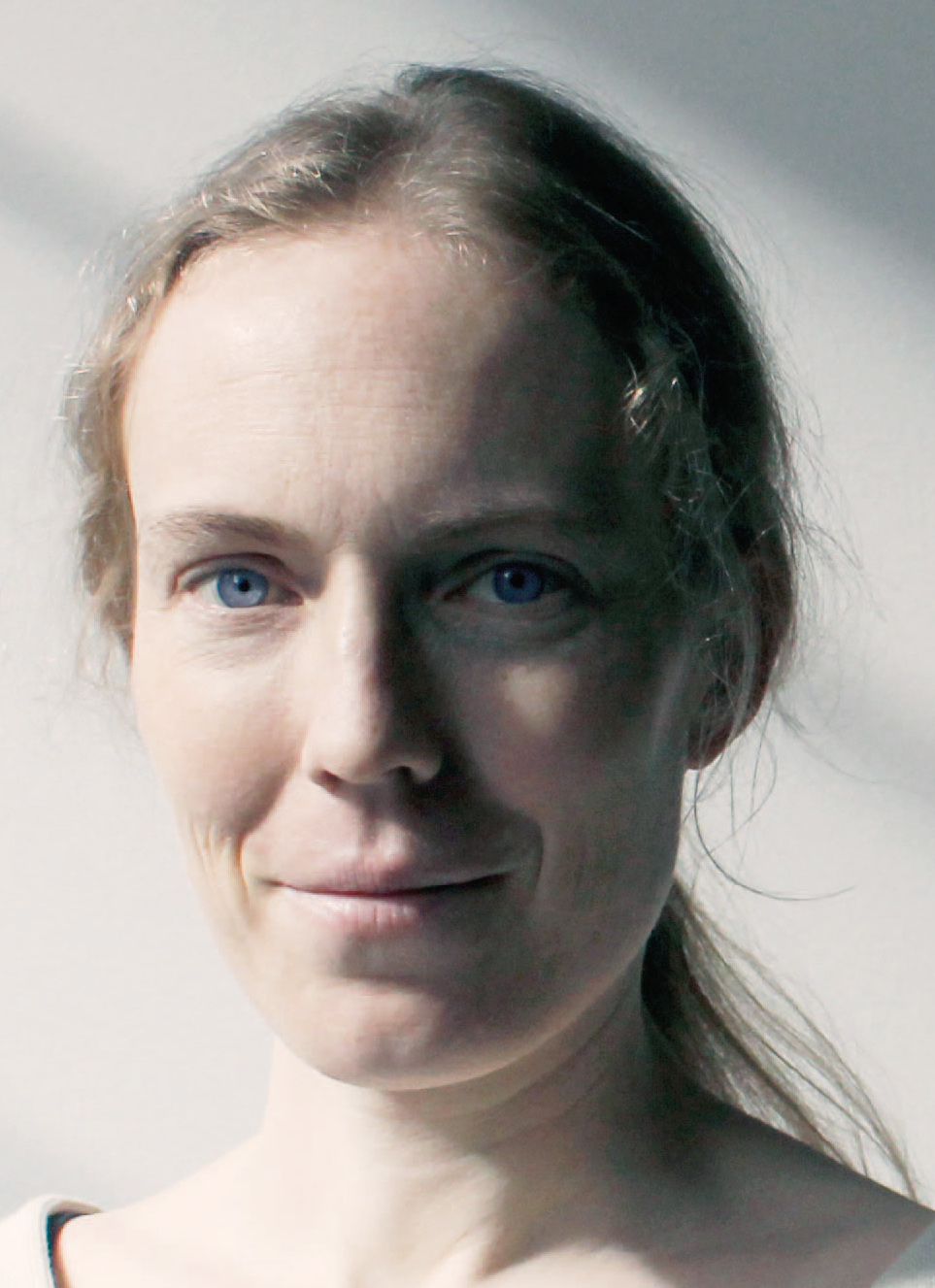
Nina Langen, 2017

Nina Langen (* 1978 oder 1979) ist eine Nachhaltigkeitswissenschaftlerin. Sie ist Professorin an der Technischen Universität Berlin (TU Berlin) und leitet dort das Fachgebiet „Bildung für nachhaltige Ernährung und Lebensmittelwissenschaft“.

## Leben
Langen absolvierte von 1999 bis 2005 ein Studium der Agrarwissenschaften an der Universität Bonn. Im Anschluss war sie für einen Hersteller biologischer Lebensmittel im Produktmanagement und in den Jahren 2011 und 2012 bei der Verbraucherzentrale NRW beschäftigt. Sie absolvierte von 2007 bis 2012 ein Promotionsstudium an der Universität Bonn und war von 2013 bis 2016 dort als akademische Rätin tätig. Im Jahr 2016 wurde sie zur Professorin für das Fachgebiet „Bildung für nachhaltige Ernährung und Lebensmittelwissenschaft“ an die TU Berlin berufen.

## Wirken
Zu Langens Forschungsschwerpunkten gehören der nachhaltige Konsum, das Verhalten von Konsumenten und die Lebensmittelverschwendung. Langen hat zudem zu den aus der Klimakrise entstandenen Graswurzelbewegungen geforscht und nimmt an der öffentlichen Debatte zur Klimakrise teil. Langen wird vom Netzwerk essens-wert, das sich gegen die Verschwendung von Lebensmitteln wendet, als Partnerin geführt.

## Veröffentlichungen (Auswahl)
- Nina Langen: Wie bedeutsam sind ethische Aspekte bei Kaufentscheidungen? Erkenntnisse aus fünf Verbraucherstudien. In: Michael Decker, Armin Grunwald, Martin Knapp (Hrsg.): Der Systemblick auf Innovation – Technikfolgenabschätzung in der Technikgestaltung. Edition Sigma, Berlin 2012, S. 407–410.
- Christine Göbel, Nina Langen, Antonia Blumenthal, Petra Teitscheid, Guido Ritter: Cutting Food Waste through Cooperation along the Food Supply Chain. In: Sustainability, 7 (2), 2015, S. 1429–1445; doi:10.3390/su7021429.
- Nina Langen, Christine Göbel, Frank Waskow: The effectiveness of advice and actions in reducing food waste. In: Waste and Resource Management, 168 (2), 2015, S. 72–86; doi:10.1680/warm.13.00036.
- Bettina Anne-Sophie Lorenz, Nina Langen: Determinants of How Individuals Choose, Eat and Waste: Providing Common Ground to Enhance Sustainable Food Consumption Out-Of-Home. In: Journal of Consumer Studies, Volume 42 (2018), Issue 1, S. 35–75; doi:10.1111/ijcs.12392.
- Pascal Ohlhausen, Nina Langen, Silke Friedrich, Melanie Speck, Katrin Bienge, Tobias Engelmann, Holger Rohn, Petra Teitscheid: Auf der Suche nach dem wirksamsten Nudge zur Absatzsteigerung nachhaltiger Speisen in der Außer-Haus-Gastronomie. In: DIW. Vierteljahresheft zur Wirtschaftsforschung, Band 87 (2018), Heft 2, S. 95–108; doi:10.3790/vjh.87.2.95.